# 恋人は何処に
「恋人は何処に」（原題：Where Is the Love）は、ロバータ・フラックとダニー・ハサウェイが連名で1972年に発表した楽曲。

## 概要
作詞作曲は、パーカッショニストのラルフ・マクドナルドとベーシストのウィリアム・ソルター。フィフス・ディメンションに提供するために書かれた曲だったが、マクドナルドがアルバム『ロバータ・フラック&ダニー・ハサウェイ』のレコーディングに参加した際に二人から曲の提供を求められ、フラックとハサウェイが歌うこととなった。管弦楽器の編曲はプロデューサーのアリフ・マーディンが務めた。
1972年5月6日発売の前述のアルバムに収録される。同年6月にシングルカットされ、ビルボード・Hot 100で5位、R&Bチャートで1位、イージーリスニングチャートで1位を記録するなど大ヒットとなった。1972年の年間チャートで58位を記録し、第15回グラミー賞（1973年）の最優秀ポップ・ボーカル・パフォーマンス・デュオ/グループ賞を受賞した。

## 演奏者
- ロバータ・フラック - ボーカル
- ダニー・ハサウェイ - ボーカル、エレクトリックピアノ
- チャック・レイニー - ベース
- エリック・ゲイル - ギター
- バーナード・パーディ - ドラムズ
- ラルフ・マクドナルド - パーカッション
- ジャック・ジェニングス - ヴィブラフォン

## カバー・バージョン
- ヘレン・レディ - アルバム『I Am Woman』（1972年）に収録。
- セルジオ・メンデス&ブラジル '77 - アルバム『Love Music』（1973年）に収録。
- ライザ・ミネリ - アルバム『The Singer』（1973年）に収録。
- ラムゼイ・ルイス - アルバム『Funky Serenity』（1973年）に収録。
- オフコース - ライブ・アルバム『秋ゆく街で』（1974年）に収録。
- シャーリー・バッシー - アルバム『The Show Must Go On』（1996年）に収録。